# トヨタ・7

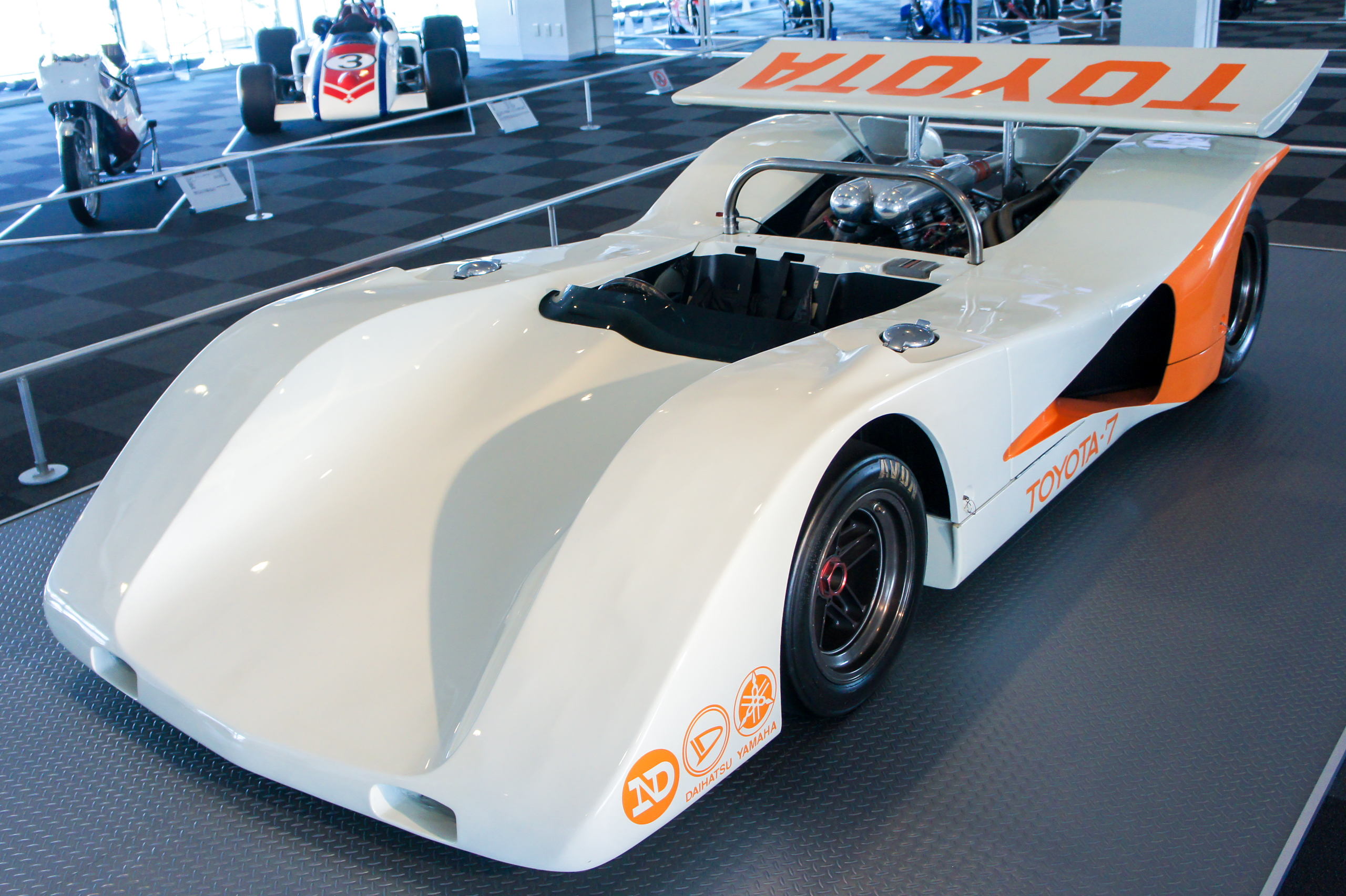
トヨタ7ターボ

トヨタ7（トヨタセブン）は、トヨタ自動車工業（現トヨタ自動車）のワークス・チームが使用した二座席レーシングカー。「7」の名称は、当時の国際自動車連盟（FIA）競技車両分類において二座席レーシングカーがC部門第7グループであることによる。
1968年型（3リットルNA）、1969年型（5リットルNA）、1970年型（5リットルターボと5リットルNA）の3世代があり、いずれもヤマハ発動機やトヨタグループ企業との共同開発である。

## 背景
トヨタは量産車と結びつくツーリングカーやGTカーのレースを重視していたため、本格的なレーシングカーの開発には消極的であった。しかし、メーカーの威信を賭けた年に一度の日本グランプリでは、1966年の第3回日本グランプリより国内外のスポーツカーが出場するようになった。トヨタはこのレースに市販車ベースの2000GTを投入したものの、プリンス・R380（プロトタイプ）やポルシェ・906（公認生産）といったレース専用のスポーツカーには太刀打ちできなかった。草創期ともいうべきこの時期の国内のモータースポーツの盛り上がりや技術開発競争の激化にあわせ、トヨタは自社初のレーシングカーとなるトヨタ7を開発することになる。
多くの市販車プロジェクトを抱えていたトヨタはレーシングカー開発に人員を割く余裕がなく、2000GTの開発で協力関係にあったヤマハ発動機と再び組むことになった。トヨタ自工製品企画課のレース部門（のちの第7技術部）が基本構想を立案し、ヤマハ研究課が設計・製造を担当、トヨタ自工のワークスチーム（チーム・トヨタ）がレース活動を行うという体制であった。ヤマハは研究用にフォード・GT40を購入。1969年以降はヤマハが新設した袋井テストコースを拠点に開発が行われた。また1967年にトヨタ傘下となったダイハツ工業も、風洞施設の貸与や5.0リッターターボの共同開発などで参加している。

## 3リットル7（415S）
1968年にデビューした初代トヨタ7は社内コード415Sと呼ばれる。1967年春に開発計画がスタートし、同年8月にヤマハ側で具体的な開発作業がスタート。1968年1月に1号車が完成した。
1968年の日本グランプリで参加が許容される二座席レーシングカーが選択された。シャーシはツインチューブ式のアルミニウム製モノコックを採用した。当時の最先端の技術に挑戦したというよりも、短時間で製作できるという理由から選択したものであった。小さな構造物をリベットでつなぎ合わせる形式だったが、走行中の負荷によりリベットが緩んでシャシー剛性が落ちるという問題が発生。補強を重ねたために重量超過というハンディを負うことになった。専用のV型8気筒エンジンが完成するまでは2000GTの直列6気筒エンジンを搭載してテストを行ったため、ドライバーズシートが前方寄りに位置している。サスペンションは2000GTのレイアウトを流用し、リアのダンパーユニットをアッパーウィッシュボーンよりも上部に配置したのが特徴であった。ギアボックスはZF製の5速MT。
エンジンはアルミニウム合金製の2,986 cc・90度V型8気筒NA・DOHC2バルブの61E型を開発した。当時のインディカーレースで活躍していたフォード・DOHCコンペティションをモデルとし、Vバンク内排気というレイアウトを採用した。3リットルエンジンを選択したのは、1968年から発効するメイクス国際選手権の参加クラス制限に促したもので、日本グランプリで結果を出したのち、将来的にはヨーロッパの耐久レースに参戦したいという意志があったという。また、開発初期にセンチュリーのエンジンブロックの流用が検討されていたという経緯もある。日本電装が開発したインジェクターは吹きっぱなしの連続噴射式。公称出力は330 PS / 8,500 rpmだが、実際はそこまで達しておらず、シャーシの重量増もあってパワー不足に悩まされた。その後の開発により、最終的には出力328 PS / 8,000 rpm、最大トルク30.8 mkg / 6,400 rpmが得られたと報告されている。なお、アメリカのピート・ブロックに依頼した試作車「JP6（社内呼称400S）」に搭載してのテストも行われた。
ボディはロードスターで、カウルは繊維強化プラスチック製。シェイクダウン後はテスト結果にあわせてフロントノーズの形状変更、オーバーフェンダーやリアスポイラーの追加などのモディファイが行われた（耐久レースに出場する時はヘッドライトを装着した）。エンジンカウルはエキゾーストパイプを覆い隠すタイプと、エキゾーストパイプが上部に露出したタイプの2種類を併用した。

## 5リットルニュー7（474S）
1969年に登場した2代目（ニュー7）は社内コード474Sと呼ばれる。1968年5月の日本グランプリ直後に開発がスタートし、同年7月にヤマハが具体的な開発作業に着手。1969年3月末に1号車が完成した。
シャーシは問題の多かったモノコックから、コンベンショナルな鋼管スペースフレームに変更。走行後にパイプ内に圧縮空気を充填し、フレームのひび割れがないか検査した。リアサスペンションは一般的な4リンクとされたが、初代よりもステアリングが重く、強いアンダーステア傾向を示した。ラジエーターはフロントからシャーシの両サイドへ移設され、エアインテークはカウル上面（コクピット両脇）に開口された（シャパラルが先鞭をつけたサイドラジエーターは、当時としては目新しい設計であった）。ギアボックスはZFからヒューランド5速に変更。
前年の日本グランプリでシボレー製5.5リットルエンジンを搭載する日産・R381に敗れたことから、エンジン排気量を4,986 ccまで拡大した79E型エンジン（90度V型8気筒DOHC4バルブ）が開発された。当時量販され始めたフォーミュラ1用フォード・コスワース・DFVエンジンを手本とし（実物を入手したのは基本設計の終了後）、エキゾーストが一般的なバンク外排気に変更され、インジェクターが定時噴射式に変更された。1969年の日本グランプリではエンジン上部にインダクションポッドが追加された。公称出力は530 PS / 7,600 rpmで最大トルク53 mkg / 5,600 rpm、ベンチテストでは最終的に584 PS / 8,400 rpm、53.07 mkg / 6,500 rpmを記録した。なお、3リットル7と同じく、エンジン完成まではシボレー5.8リットルV型8気筒エンジンを搭載してテスト走行を行った。
当初、ボディはロングテールのクーペとして開発された。474Sの完成前には、415Sに試作ボディを架装してテストを行っており、袋井でのテスト中に福澤幸雄が事故死した時にはこのロングテール3リットル7をドライブしていた（チーム・トヨタのリーダーだった細谷四方洋も、1週間ほど前に谷田部テストコースでこの車両を走らせたと述べている）。しかし、重量が増えることに加え、ドライバーから「視界が悪い」という不満が出たため、ショートテールのロードスターへと再設計された。ボディカウルはトヨタが当時、業務提携を結んでいたダイハツ工業の風洞施設で実験され、曲面的な415Sよりも直線的なデザインとなった。
この年、FIAが安全面から一時ウィングの使用を禁止したため、日本グランプリではリアスポイラーを取り付けていたが、11月に行われた第2回ワールドチャレンジカップ・富士200マイルレース（通称「日本Can-Am」）はルール適用外だったため、一枚板の大判リアウィングを装着した。このリアウィングは骨組みにバルサを用いて軽量化したもので、1970年の3代目でも使用された。

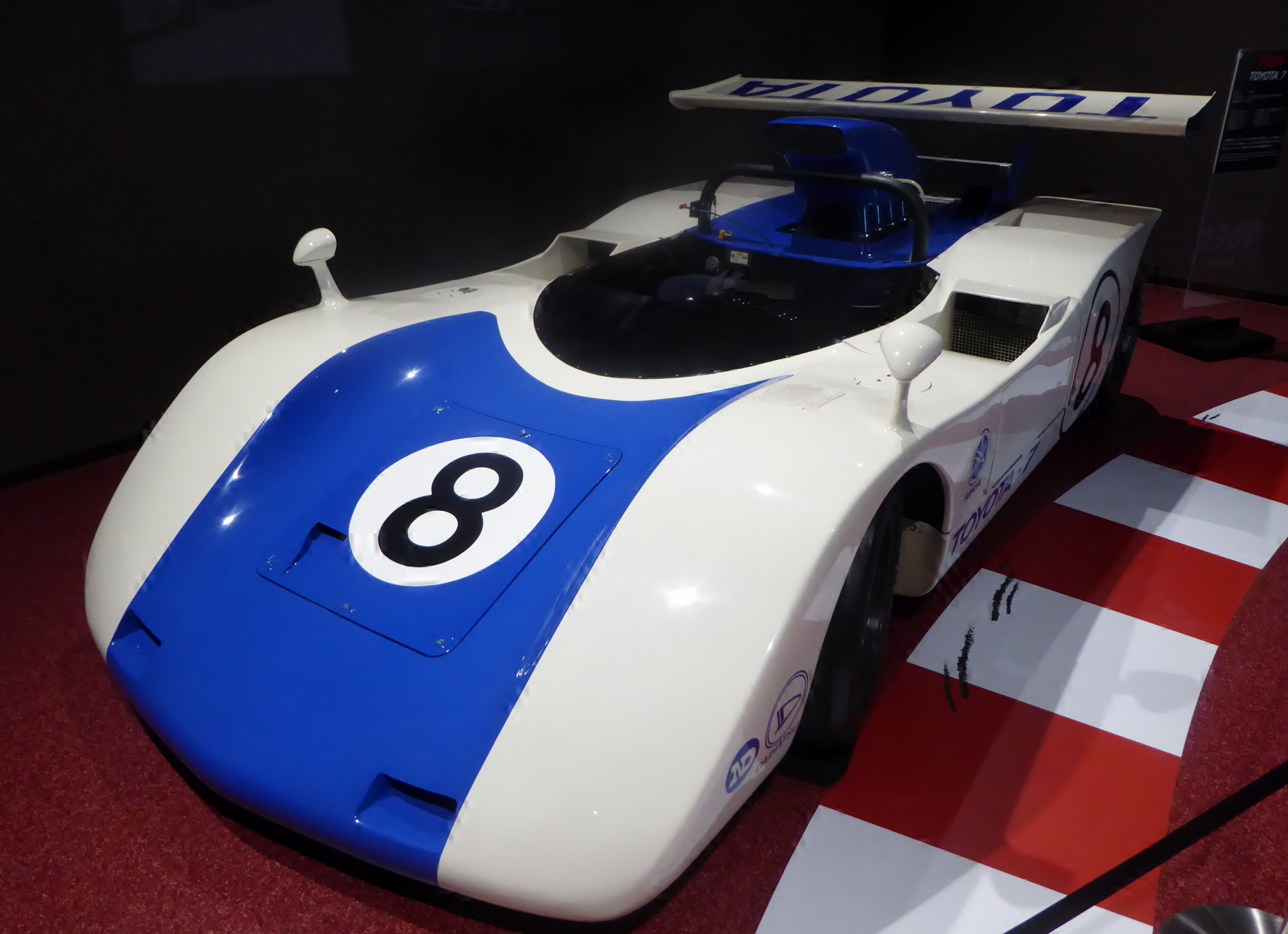
フロントビュー
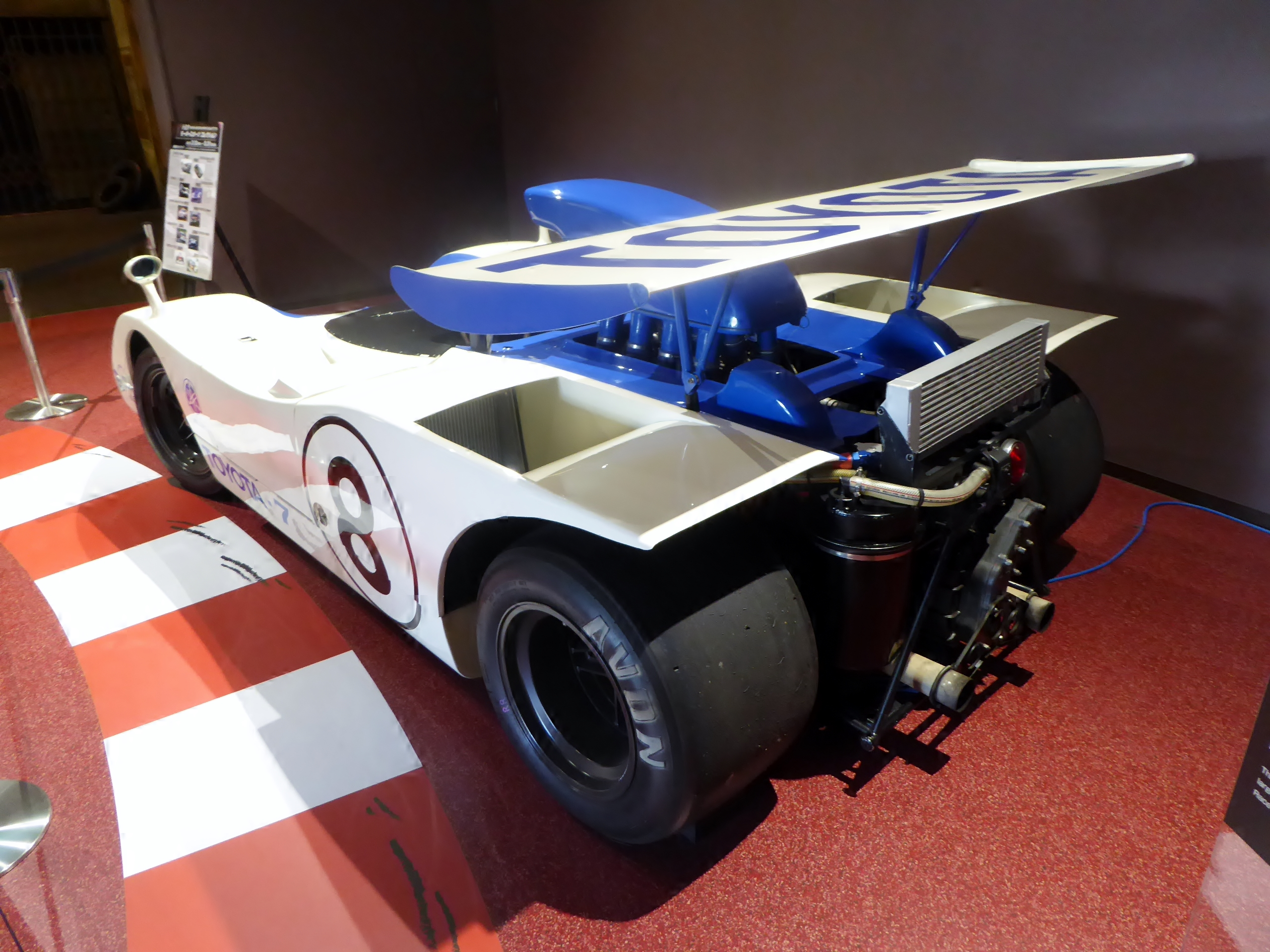
リアビュー

## 5リットル7ターボ（578A）
1970年に登場した3代目は社内コード578Aと呼ばれる。剛性強化と軽量化に加えて、国産初の過給式（ターボチャージャー）レースエンジンを搭載した。1970年1月から開発が始まり、同年5月には1号車が完成した。製作費用は1台2億円といわれる。
シャシは先代と同じくスペースフレームだが、フレームの材質をクロムモリブデン鋼から特殊アルミ合金に変更。他にも「-100 kgの軽量化」を目標として、サスペンションアームやドライブシャフトなど各所にチタンやマグネシウム合金を使用した。コクピット後方のバルクヘッドにエンジンをボルト留めし、サブフレームで補強するセミ・ストレスメンバー式とした結果、車体の捩れ剛性は474Sの約2倍となり、エンジン周りがシンプルになることで、サイドラジエーターの気流通過が改善されるというメリットもあった。474Sは左右両側ともラジエーターだったが、578Aでは右がラジエーター、左がオイルクーラーとされた。サスペンションを改良した結果、操縦特性が安定してニュー7よりもコントロールしやすくなった。トランスミッションとクラッチはアイシン精機（現:アイシン）の国産製となり、ギアボックスケーシングは軽量化のためマグネシウム合金製とされた。
91E型エンジンは5リットルの79E型をベースにして、ギャレット・エアリサーチ（Garrett AiResearch）製ディーゼルエンジン用ターボチャージャーを2個装着した。ヤマハの研究課長が渡欧した際、ドイツの技術者ミハエル・マイ（Michael May）からターボ機構を紹介され、使用契約を結んで採用した。1968年のインディ500ではターボエンジン車が初優勝していたが、ターボラグなどの問題から耐久レースでのポテンシャルはまだ未知数だった。スロットルはスライド式からバタフライ式へ変更。インタークーラーは装備されていない。公称出力は800 PS / 8,000 rpmだが、これは「嘘八百」ということわざになぞらえて控えめに発表した数値であり、実走行では850馬力以上出ていたという（細谷は「実際は1,000馬力は出ていたはずです」と語っている）。テストでは最高速363 km/hを記録したというが、燃費は800 m/リットルしかなく、計250リットルの燃料タンクを搭載していた。
また、79E型エンジンを新シャーシに搭載したNA版も製作された。こちらはエキゾーストが上方に移されている。
ボディはラジエーターインテークが側面に移り、NACAダクト風に変わったのが特徴。空力安定性を高めるためノーズがダルな形状になり、フロントフェンダーにバックミラーが埋め込まれた。繊維強化プラスチックの裏地にカーボンを格子状に接着し、当時最新の素材だった炭素繊維強化プラスチックとしたことで、カウルの厚みを従来の半分の1 mm程度にまで薄くすることができた。
細谷はターボ仕様について「5速でもホイールスピンするほどトルクがあるので、ステアリングできっかけさえ作ればマシンの向きを自由自在に変えられたんです」「（ターボラグは）早めにスロットルを踏み込むなどのテクニックで充分カバーできたんです」と説明し、「これまで数え切れないくらい多くの車に乗ってきましたが、あれは間違いなく最高のものでした」と語っている。

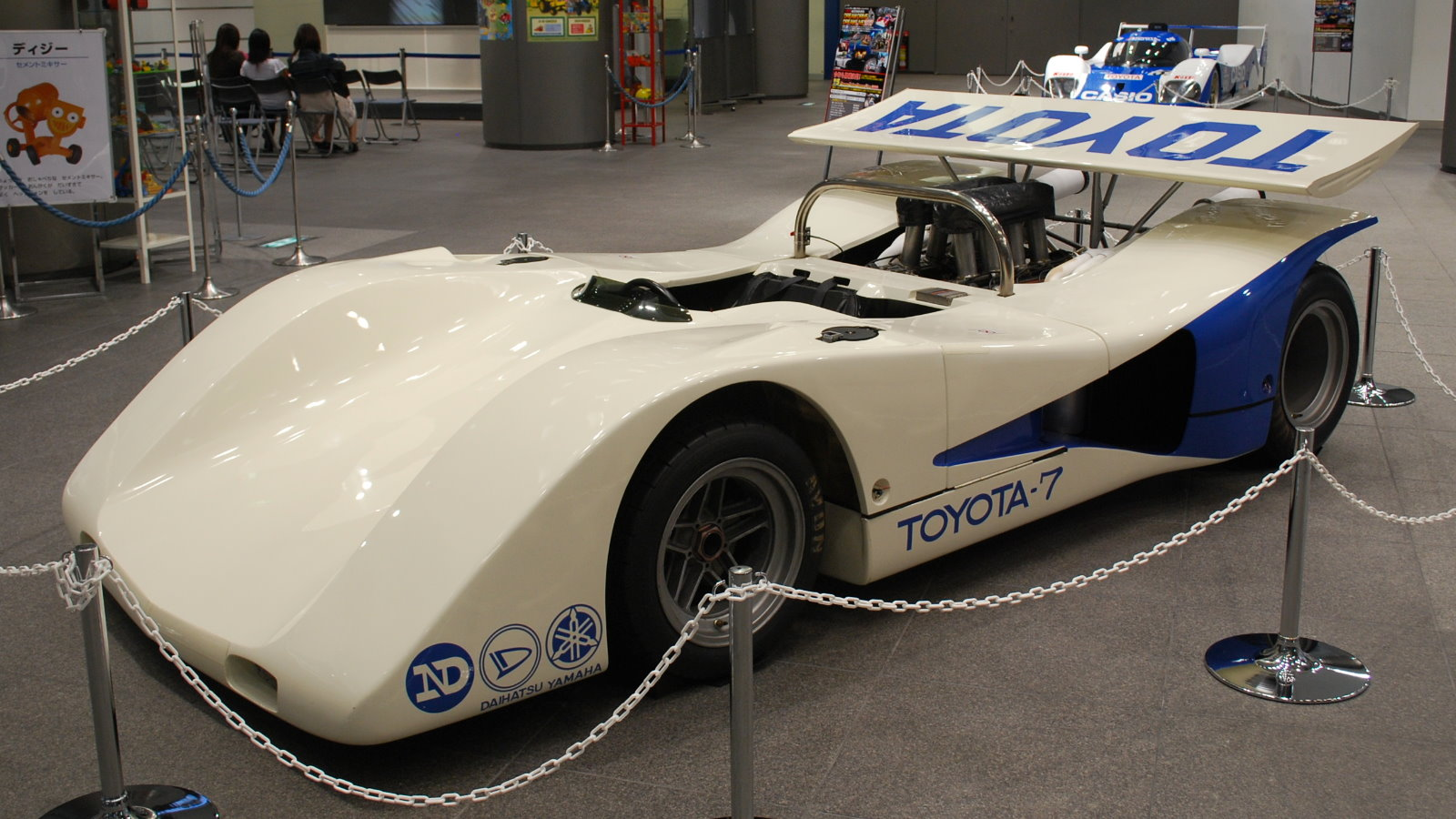
NAエンジン搭載車
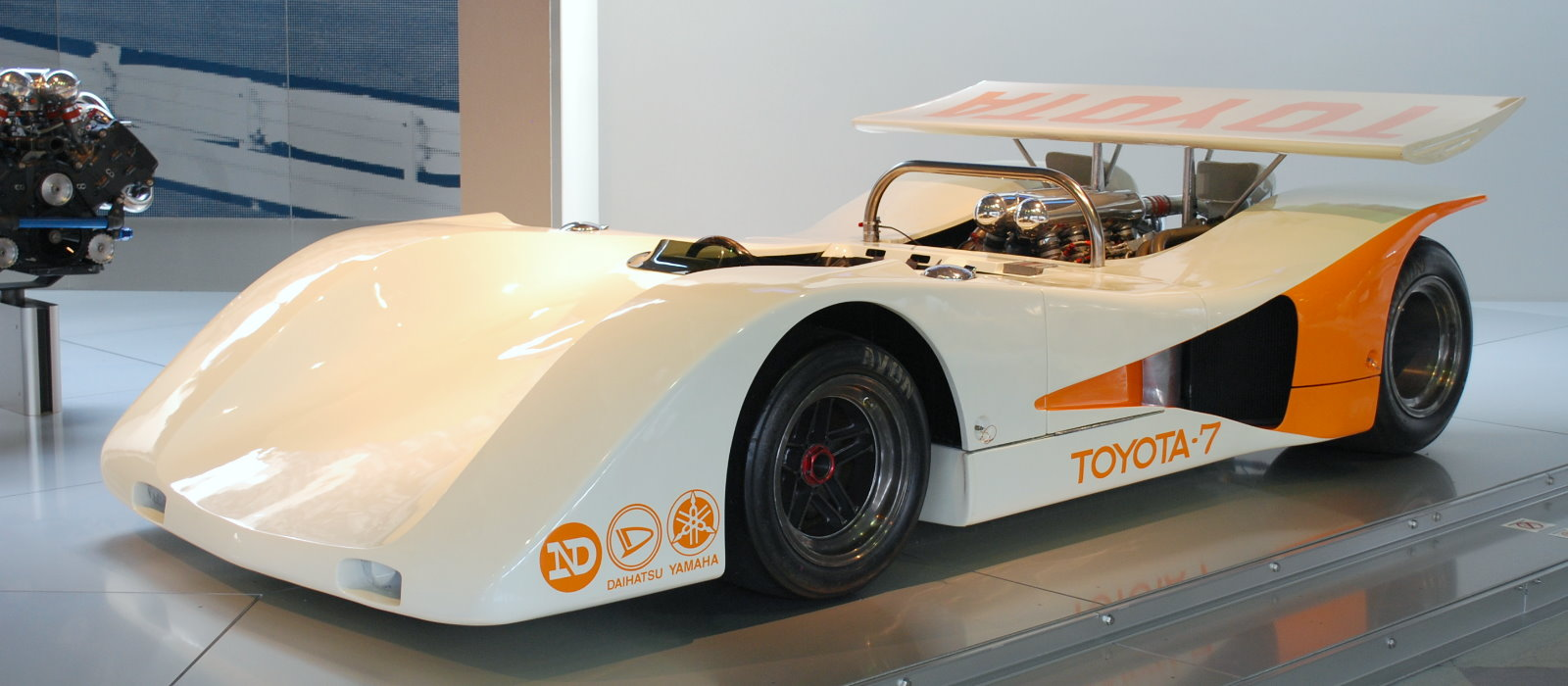
ターボエンジン搭載車
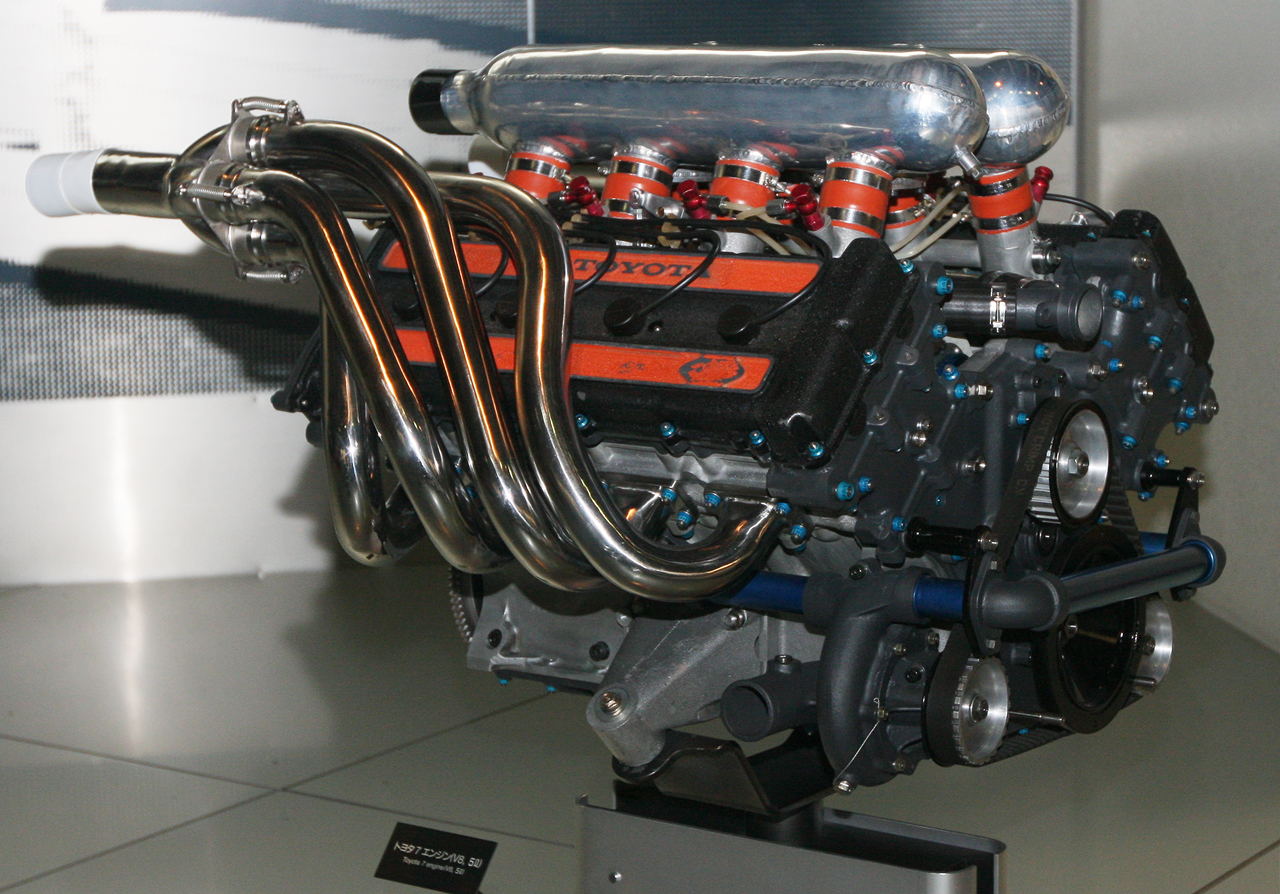
ターボエンジン（前方から）
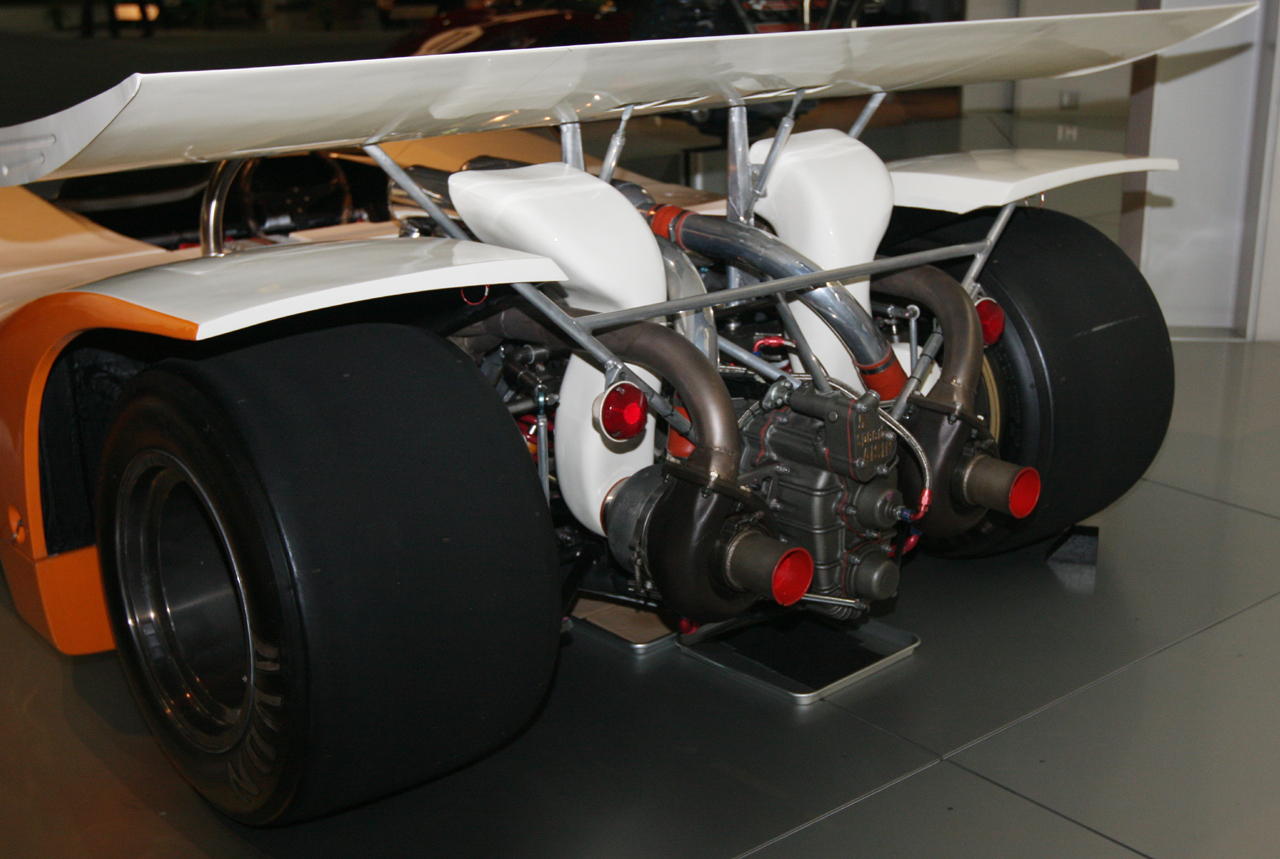
リアビュー

## 諸元
|          | 年度            | 1968年                                       | 1969年                          | 1970年                                            |
| -------- | --------------- | -------------------------------------------- | ------------------------------- | ------------------------------------------------- |
| シャーシ | 開発コード      | 415S                                         | 474S                            | 578A                                              |
| シャーシ | 構造            | アルミモノコック                             | 鋼管スペースフレーム            | アルミスペースフレーム                            |
| シャーシ | 変速機          | ZF・5DS-25（5段MT）                          | ヒューランド・LG600（5段MT）    | アイシン・SR-5S（5段MT）                          |
| シャーシ | クラッチ        | ボーグ&ベック                                | ボーグ&ベック                   | アイシン                                          |
| シャーシ | ブレーキ        | ガーリング                                   | - ガーリング - ロッキード       | ガーリング                                        |
| シャーシ | 全長            | 4,020 mm                                     |                                 | 3,750 mm                                          |
| シャーシ | 全幅            | 1,720 mm                                     | 1,880 mm                        | 2,040 mm                                          |
| シャーシ | 全高            | 850 mm                                       |                                 | 840 mm                                            |
| シャーシ | 前後トレッド    | 1,440 / 1,440 mm                             |                                 | 1,468 / 1,480 mm                                  |
| シャーシ | ホイールベース  | 2,330 mm                                     | 2,300 mm                        | 2,350 mm                                          |
| シャーシ | 重量            | 680 kg                                       |                                 | 620 kg                                            |
| エンジン | 開発コード      | 61E                                          | 79E                             | 91E                                               |
| エンジン | 排気量          | 2,986 cc                                     | 4,986 cc                        | 4,986 cc                                          |
| エンジン | ボア×ストローク | 83×69                                        | 102×76                          | 102×76                                            |
| エンジン | 型式            | 90度・V型8気筒                               | 90度・V型8気筒                  | 90度・V型8気筒                                    |
| エンジン | 吸気            | 自然吸気                                     | 自然吸気                        | - ターボ（ギャレット・エアリサーチ×2） - 自然吸気 |
| エンジン | 動弁            | DOHC・2バルブ                                | DOHC・4バルブ                   | DOHC・4バルブ                                     |
| エンジン | 燃料供給        | 日本電装・燃料噴射                           | 日本電装・燃料噴射              | 日本電装・燃料噴射                                |
| エンジン | 最大出力        | 330 PS / 8,500 rpm以上                       | 530 PS / 7,600 rpm              | 800 PS / 8,000 rpm                                |
| エンジン | 最大トルク      |                                              | 53 mkg / 5,600 rpm              | 74 mkg / 7,600 rpm                                |
| タイヤ   | ホイール        | 神戸製鋼所・15in                             | 神戸製鋼所・15 in               | 神戸製鋼所・15 in                                 |
| タイヤ   | タイヤ          | - ダンロップ - グッドイヤー - ファイアストン | - グッドイヤー - ファイアストン | ファイアストン                                    |

## 活動履歴

### 1968年
トヨタは1967年の第4回日本グランプリを欠場し、翌年の大会に向けて3リットル7（415S）の開発を進めた。1968年2月3日に鈴鹿サーキットにて2000GTのエンジンを搭載してシェイクダウンを行い、2月半ばより61E型エンジンを搭載。3月より日本グランプリの舞台となる富士スピードウェイでテストを重ね、本番と同じ走行距離で模擬レースも行った。
5月3日の1968年の日本グランプリにはチーム・トヨタの4台がエントリー。ドライバーごとにボディカラーが塗り分けられ、細谷四方洋が赤、鮒子田寛が白、大坪善男がクリーム色、福澤幸雄がダークグリーンだった。予選は福沢の6位が最高で、テスト時のベストラップよりも2秒遅い1分56秒台だった。決勝でも5リットル級マシンのペースについていけず、大坪の8位（5周遅れ）が最上位という惨敗に終わった。
6月26日には記念すべき第一回鈴鹿1000kmで、福沢幸雄・津々美友彦組が7の公式レース初優勝を挙げた。また同月の全日本鈴鹿自動車レース大会でも1-3位独占を果たす（細谷が優勝）。その後も国内の耐久レースに積極的に出場して勝利を重ねた。11月23日の日本Can-Am（ワールドチャレンジカップ富士200マイルレース）には5台が出場。アメリカから来日した大排気量車を相手に、福沢のドライブで4位入賞と健闘した。

### 1969年
5リットルニュー7（474S）の登場までは旧415Sでのレースを継続した。2月12日のテスト中に福沢が事故死（前述）、4月の富士500kmでは新たにワークス入りした川合稔が初優勝した。
474Sは3月27日よりテストを開始し、5月にはクローズドボディからオープンへ改装された。7月22日の全日本富士1000kmにて実戦投入され、鮒子田/大坪組がデビューウィンを飾った。日本グランプリの前哨戦とされたNETスピードカップでも、日産・R381（自社製5リットルV型12気筒）を破ってワンツーフィニッシュした。
10月10日の1969年の日本グランプリには外国人助っ人やトヨタ自販系ドライバーも加えた5台体制でエントリー。カラーリングは白地に色違いのストライプで、細谷/久木留博之（赤）、川合（青）、高橋晴邦/鮒子田（紫）、蟹江光正/見崎清志（オレンジ）、ヴィック・エルフォード/高橋利昭（ダークグリーン）。予選は久木留の4位が最高で、ポールポジションの日産・R382（6リットルV型12気筒エンジン）から4秒差を付けられた。決勝もR382勢が独走し、後方でトヨタとポルシェが争う展開となり、川合が3位（1周遅れ）を獲得した。この2年間、日産陣営が（開発の遅れもあって）ぎりぎりまで手の内を隠したのに対し、トヨタは充分な事前準備をもって日本グランプリへ臨んだものの、本番では性能差を見せつけられる結果に終わった。
11月23日の第2回日本Can-Amには3台の474Sと1台のマクラーレン・トヨタ（後述）がエントリーし、川合の474Sが優勝した。

### 1970年
6月始めに7ターボ（578A）のシェイクダウンを行い、さっそく袋井のコースレコードを4秒短縮した。しかし6月8日に日産が日本グランプリ不出場を発表し、日本グランプリ主催者の日本自動車連盟（JAF）も大会の中止を決定した。その後はアメリカのCan-Amシリーズ参戦を目指して開発を続行し、7月26日の富士1000kmレースの前座では川合（ターボ、赤）、細谷（ターボ、オレンジ）、久木留（NA、青）の3台がデモランを行った。
8月26日にはトヨタの社内委員会でCan-Am参戦が認可された。しかし、当日午後に鈴鹿サーキットでテスト中の川合稔が事故死し、プロジェクトは水泡と帰した。日産もR383にツインターボを搭載してCan-Amに参戦するつもりだったが、トヨタと同様に計画中止となった。Can-Amシリーズでは1972年にポルシェがターボエンジンを搭載する917/10Kを投入して圧勝する。もしトヨタや日産のCan-Am計画が中止にならなければ、ポルシェとのターボパワー競争が実現していたはずだった。

## トヨタ7用エンジン搭載車
- 1969年5月の第1回JAFグランプリでは3リットル7のE61型エンジンをプライベーターの滝レーシングへ供給し、ブラバムの中古F2シャーシに搭載する「タキ・スペシャル」が2台出走する予定だった（ドライバーは田中健二郎と長谷見昌弘）。しかし、イギリスの取引先であるフランク・ウィリアムズ・レーシングカーズ（ウィリアムズの前身）からシャーシが1台しか納入されず、準備不足のため出場を断念した[26]。この件について、タキ・レーシングは「オートスポーツ」誌にお詫びの広告を出した。
- 同年11月の第2回日本Can-Amには、ノーマルのトヨタ7（474S）に加えて、比較研究用に購入したマクラーレン・M12シャーシに5リットルニュー7の79E型エンジンを搭載した「マクラーレン・トヨタ」が1台参戦した（ドライバーは鮒子田寛）。鮒子田はのちにニュー7のシャーシ剛性の低さ、ステアリングの重さを指摘し、「マクラーレンのシャーシだったら日本GPで勝てたと思う[27]」と述べている。細谷も「正直に言うと、5リッターモデルよりも走りやすかったですね（笑）。非常に完成されたマシーンという印象を受けました[16]」と語っている。
- 1970年の「第17回東京モーターショー」では、トヨタ7のエンジンを積んだコンセプトカー「トヨタ・EX-7」[28]の展示が行われた。エンジンは5.0 LのV8であるが、自然吸気の450馬力と大幅にデチューンされた。

## 保存状況
初代の3リットル7（415S）は14台が製作され、使用後は全車が廃棄処分とされた。
2代目の5リットル7（474S）は12台が製作され、川合がドライブした日本Can-Am優勝車のみが現存し、その他は廃棄処分とされた。2007年にレストアされて初走行した。
3代目の5リットル7（578A）は6台が製作され、1号車はテスト後廃棄、川合の5号車は事故車両として警察に押収された。残る4台のうち2号車（ターボ）はオランダにレンタルされ、3号車（ターボ）・4号車（NA）・6号車（ターボ）は国内にある。トヨタ鞍ヶ池記念館等で保管されていたが、トヨタ博物館の開館に伴って同館へ移された。その後レストアが進み、2002年のグッドウッド・フェスティバル・オブ・スピードにNA車、2003年の同イベントにターボ車が登場した。578A車は実戦走行が無いにもかかわらず、その大胆なスタイルから人気が高く、前述のイベント走行のほかゲームの「グランツーリスモ」シリーズにも登場、玩具や模型化も多く知名度が高い。
国内にある車両は、その後のイベントなどでもデモ走行を行っている。2008年に行われた「ドライブ王国2008 in SUGO」では、2000GTやスポーツ800とともにクラシックカーパレードという形で走行した。
マクラーレン・トヨタはオリジナルスタイルに戻され、1970年に黒沢レーシングに売却され、1971年には酒井レーシングに、そして、現在はニュージーランドのブルース・マクラーレン・トラストのメンバーの手元にあり、ヒストリックカーレースなどで活躍中である。